# El universo de Stephen Hawking
El universo de Stephen Hawking (en inglés Into The Universe with Stephen Hawking) es una miniserie documental de televisión de ciencia escrito por el físico británico Stephen Hawking. La serie fue creada para Discovery Channel por Darlow Smithson e incluye imágenes generadas por computadora del universo creado por Red Vision. La serie se estrenó el 9 de abril de 2010 en los Estados Unidos y comenzó el 9 de mayo de 2010 en Reino Unido con un título modificado Stephen Hawking's Universe (no confundir con la serie homónima de 1997 producida por Public Broadcasting Service).
Una banda sonora original fue compuesta para la serie por el compositor Sheridan Tongue, combinando grabaciones de sinfonías orquestales con elementos electrónicos y samples. La partitura fue grabada y mezclada en sonido surround de 5.1 canales para televisores de alta definición, y publicaciones en DVD y Blu-ray.

## Trama
Stephen Hawking, científico británico aclamado, habla sobre sus teorías con la ayuda de imágenes generadas por computadora. En el episodio «Vida extraterrestre», Hawking habla sobre la vida fuera de la Tierra, la vida inteligente y la probabilidad de un contacto en el futuro. El episodio viaja desde la Luna hasta Júpiter, o pasando este, para buscar vida extraterrestre en distintas formas y la adaptación necesaria de los residentes terrícolas. En «Viaje en el tiempo», se teoriza la cercana posibilidad de la existencia de los viajes por el tiempo con la ayuda de agujeros negros, agujeros de gusanos y movimientos en años luz. En este episodio, se hace una animación sobre la recóndita existencia de la espuma cuántica más allá de la pequeñez de las partículas subatómicas, y una referencia a la paradoja del abuelo. En el episodio, «La historia del universo», se toca el popular tema de la creación y la evolución de la vida, y cómo podría terminar.

## Episodios
1. Vida extraterrestre (Alien).
2. Viajes en el tiempo (Time Travel).
3. La historia del universo (The Story of Everything).